# Črnec (Ledava)
Čŕnec je desni pritok Ledave v ravnini Dolinsko južno od Murske Sobote in Lendave/Lendva v Prekmurju. Izvira kot majhen vodotok pri vasi Bratonci in teče po Ravenskem večinoma proti jugovzhodu skozi Beltince, mimo Odrancev, Črenšovcev ter Velike Polane in skozi Trimline/Hármasmalom ter naprej do izliva v Ledavo jugovzhodno od Lendave. Daljši levi pritok je Črni potok, desna pritoka sta Dobel in Libenica.
Do Beltincev teče potok po majhni in plitvi, bolj ali manj naravni strugi, od tam do izliva je reguliran in teče po ravni strugi s trapezastim prečnim profilom, na nekaterih odsekih povsem brez obvodnega rastja. Ponekod je še ohranjena stara, vijugasta struga, gosto obraščena z drevjem in grmovjem. V preteklosti je imel potok tudi ob nizkem vodostaju več vode, saj se je napajal iz številnih izvirov podtalnice (prekmursko vretina), zaradi znižanja podtalnice pa v poletnem času tudi presahne. Kljub regulacijam je v potoku občasno preveč vode in poplavlja najbližjo okolico, npr. v začetku septembra 2014 v Dolnjem Lakošu/Alsólakos, Odrancih, Črenšovcih in Veliki Polani.
Nekoč je bil potok pomemben vir pitne vode za okoliška naselja, napajal je tudi obrambni jarek okrog beltinškega gradu. Ob njem je delovalo tudi več mlinov, zdaj sta ob njem obnovljeni mlin v Odrancih in Copekov mlin ob nekdanji strugi potoka pod Malo Polano.
Nedolgo nazaj je bil potok močno onesnažen, a se je stanje z izgradnjo kanalizacijskega omrežja v zadnjih letih močno izboljšalo. Kot eden redkih povsem ravninskih vodotokov je bil nekoč pomemben habitat za nekatere redke vrste rib in drugih živali, ki bi se vrnile v potok ob morebitni renaturaciji.